# Luigi Chiarini
Luigi Chiarini é um abade e tradutor italiano, nascido perto de Montepulciano (Itália), 26 de abril de 1789, falecido em 28 de fevereiro de 1832 em Varsóvia (Polônia), conhecido pela primeira tradução do Talmude ( Talmude da Babilônia e Talmud de Jerusalém) em francês. 

## Biografia
Professor de línguas e antiguidades orientais na Universidade Real de Varsóvia (1826). Autor de: "Teoria do judaísmo, aplicada à reforma dos israelitas de todos os países da Europa e, ao mesmo tempo, servindo de obra preparatória para a versão do Thalmud da Babilônia" (1830). 
Sua tradução do Talmude se beneficiou de uma doação do czar Nicolau I (imperador da Rússia). 
Ele é o professor de hebraico de Albert Kazimirski de Biberstein. 

## Obras
- Fragment d'astronomie chaldéenne découvert dans le prophète Ezéchiel et éclairci par l'abbé C. Chiarini / Louis-A. Chiarini / Leipsig : J. A. G. Weigel , 1831
- Observations sur un article de la "Revue encyclopédique", dans lequel on examine le projet de traduire le Talmud de Babylone... / par l'abbé L. Chiarini... / Paris : impr. de F. Didot , 1829
- Théorie du Judaïsme, appliquée à la réforme des Israélites de tous les pays de l'Europe, et servant en même temps d'ouvrage préparatoire à la version du Thalmud de Babylone / par l'Abbé L. A. Chiarini / Paris : J. Barbezat , 1830
- Le Talmud de Babylone traduit en langue française et complété par celui de Jérusalem et par d'autres monumens de l'antiquité judai͏̈que [Texte imprimé / par l'abbé L. Chiarini / Leipzig : J.A.G. Weigel , 1831]